# Bouchane
Bouchane (en àrab بوشان, Būxxān; en amazic ⴱⵓⵛⵛⴰⵏ) és una comuna rural de la província de Rehamna, a la regió de Marràqueix-Safi, al Marroc. Segons el cens de 2014 tenia una població total de 9.705 persones.